# Rodohrozit
Rodohrozit je važan izvor mangana. Najlepši primerci ovog minerala imaju kvalitet poludragog kamena, te se koriste u izradi nakita i u ukrašavanju. Ime potiče od grčke reči rodos što znači ,,ružičast,, i kros ,,boja,,. Ružičasta boja je karakteristična za većinu primeraka, mada neki mogu biti smeđi ili sivi. Povidni ružišasti minerali i primerci sa naizmeničnim crvenim i ružičastim trakama veoma su popularni. Mada rodohrozit je poznat već stotinama godina, tek je 1813, godine identifikovan kao poseban mineral. Uz piroluzit, rodohrozit je jedan od glavnih izvora mangana, koji se se široko primenjuje u fero magnetnim legurama i različitim vrstama čelika.

## Karakteristike
Rodohrozit pripada karbonatnoj grupi minerala. Ovaj karbonat mangana svoju ružičastu boju dobija baž od tog minerala (mangana). Kristali rodohrozita pripadaju rombeodarskom sistemu simetrije. Mada se kristali pojavljuju retko, kada se pronađu uglavnom su prizmatičnog ili pločastog oblika. Najčešće se pojavljuje u obliku nodularnih, globularnih (loptastih) ili botrioidnih (grozdastih) masa sa trakastom teksturom. Trake su najčešće različistih nijansi ružičaste i crvene boje. Izloženi delovanju vazduha, neki primerci mogu da obrazuju tamnu koru, koja se može ukloniti razblaženom hlorovodiničnom kiselinom.

## Poreklo i rasprostranjenost
Pojavljuje se u hidrotermalnim žilama koje sadrže bakar, olovo i minerale srebra, a kao sekundarni mineral pronalazi se u ležištima mangan-oksida. Najvažnija svetska ležišta ovog minerala nalaze se na sledećim lokacijama:
- Katamarka (Argentina)
- Kapnik (Rumunija)
- Hotazel (Južnoafrička republika)
- Bjut u Montani (SAD)

## Literatura
- Hurlbut, Cornelius S.; Klein, Cornelis, 1985, Manual of Mineralogy, 20th ed.,  0-471-80580-7